# محطة سكة حديد كيميري
محطة سكة حديد كيميري Ķemeri Station هي محطة سكة حديد على سكة حديد تورناكالنس - توكومس  في حي كيميري في مدنية يورمالا لاتفيا.